# Weiden-Linienbock
Der Weiden-Linienbock, Rothalsige Weidenbock, Rothalsige Linienbock oder Bunte Linienbock (Oberea oculata) ist ein Käfer aus der Familie der Bockkäfer (Cerambycidae).

## Merkmale
Die Käfer sind 15 bis 21 Millimeter lang und walzenförmig. Ihr Körper ist für Bockkäfer sehr schmal und erinnert in der Färbung an den Gemeinen Weichkäfer (Cantharis fusca). Der Hinterleib, die Beine und der Halsschild (mit zwei kleinen schwarzen Punkten) sind orangerot. Kopf, Fühler und Flügeldecken sind schwarz, letztere erscheinen aber aufgrund ihrer Behaarung grau mit kleinen schwarzen Punkten. Die Fühler sind ebenfalls fein grau behaart und für Bockkäfer eher kurz, da sie auch beim Männchen das Körperende nicht erreichen. Der Käfer kann auch mit dem Schwarzfüßigen Walzenhalsbock (Musaria affinis) verwechselt werden, doch laufen bei diesem die Flügeldecken stärker konisch zusammen, und der Halsschild ist nur teilweise orangerot.

### Ähnliche Arten
Es gibt einige ähnliche Arten, die aber alle seltener sind:
- Rotköpfiger Linienbock (Oberea erythrocephala) (Schrank, 1776)
- Geißblatt-Linienbock (Oberea pupillata) (Gyllenhal, 1817)
- Hasel-Linienbock (Oberea linearis) (Linnaeus, 1768)
- Oberea euphorbiae (Germar, 1813)
- Schwarzfüßiger Walzenhalsbock (Musaria affinis) (Harrer, 1784)

## Vorkommen
Sie kommen in Europa bis zum Polarkreis und auch in Asien in Niederungen und dem Hügelland bis in subalpine Gebiete vor. Sie sind an Waldrändern mit Weiden recht häufig zu finden.

## Lebensweise
Die Larven leben in dünnen Weidenzweigen. Bei der Eiablage nagt das Weibchen eine Furche unter das Eiloch, in das ein einzelnes Ei gelegt wird. Dadurch entstehen am Ast Wucherungen, die die Erste Nahrung für die Larven sind. Diese bohren sich erst später mit einem 30 bis 40 Millimeter langen und 3 bis 4 Millimeter breiten Gang in das Markholz. Sie werfen die Späne durch das Loch aus, was sie verrät. Nach ein bis zwei Jahren verpuppen sie sich in einer runden Kammer direkt unter der Oberfläche, damit der Käfer leicht schlüpfen kann.
Käfer und Larven fressen Holz verschiedener Weidenarten.